# Pellilitorina
Pellilitorina is een geslacht van weekdieren uit de klasse van de Gastropoda (slakken).

## Soorten
- Pellilitorina pellita (Martens, 1885)
- Pellilitorina setosa (E. A. Smith, 1875)